# 29628 Fedorets
29628 Fedorets è un asteroide della fascia principale. Scoperto nel 1998, presenta un'orbita caratterizzata da un semiasse maggiore pari a 2,2211784 au e da un'eccentricità di 0,1007390, inclinata di 5,98505° rispetto all'eclittica.